# María José Goyanes
María José Goyanes Muñoz (Madrid, 8 de desembre de 1948) és una actriu espanyola.

## Biografia
Pertany a una família amb llarga tradició artística: el seu avi matern va ser l'actor Alfonso Muñoz, la seva mare l'actriu Mimí Muñoz i les seves germanes Vicky Lagos (vídua de Ismael Merlo), Mara i Concha Goyanes. També és germana de Pepe Goyanes. Va estar casada amb el productor i director teatral Manuel Collado Sillero. El fill de tots dos, Javier Collado, també es dedica a la interpretació.
Pel costat patern, María José pertany a una saga de metges, sent el seu avi el Dr. José Goyanes Capdevila, i el seu pare el Dr. José Goyanes Echegoyen (1904-1991).
Es va iniciar en el teatre sent encara una nena, arribant a actuar al costat de José María Rodero a El caballero de las espuelas de oro. També en cinema i televisió va debutar quan encara no havia complert quinze anys. Actriu eminentment teatral, arribaria a formar la seva pròpia Companyia.
Amb caràcter anecdòtic, és ressenyable l'escàndol muntat a Espanya per la representació de l'obra Equus en 1975, en la qual Goyanes, que compartia escenari amb José Luis López Vázquez i Juan Ribó, apareixia parcialment nua per primera vegada en la història del teatre espanyol.
En la pantalla gran va rodar la seva primera pel·lícula a Un rayo de luz (1960), de Luis Lucia, que també va suposar el debut de la nena prodigi Marisol. No obstant això, la seva carrera cinematogràfica no ha estat especialment inflada: els títols en els quals ha intervingut no passen de deu, gairebé tots en els anys seixanta, destacant Megatón Ye-Ye (1965), de Jesús Yagüe, ¿Qué hacemos con los hijos? (1967), Los chicos del Preu (1967) y Novios 68 (1967), aquestes tres últimes de Pedro Lazaga.
Molt més intensa ha estat la seva presència en televisió, on ha intervingut en desenes d'espais dramàtics de TVE, tant a Novela como a Estudio 1, donde on es poden destacar les seves dues interpretacions de Doña Inés en Don Juan Tenorio (1968 y 1973) i de Paula a Tres sombreros de copa (1978).
Més recentment ha participat en el repartiment de les sèries El olivar de Atocha (1988) i Yo, una mujer (1996), amb Concha Velasco i Yo soy Bea com Alicia Echegaray (2008-2009) i Hospital Central. Entre 2016 i 2017 va interpretar a Ana María, marquesa de Madrigales, a Amar es para siempre.

## Premis
- Premi a la millor actriu principal als Premis del Sindicat Nacional de l'Espectacle de 1967 pel seu paper a Los chicos del Preu[4]
- Candidata al Premi Mayte de teatre (1987).
- Candidata al Premi Mayte de teatre (1985).
- Candidata al Premi Mayte de teatre (1984).
- Candidata al Premi Mayte de teatre (1982), per Educando a Rita..

## Obres de Teatre (selecció)
- Julio César (1964), de William Shakespeare.
- El caballero de las espuelas de oro (1964), d'Alejandro Casona.
- El rostro del asesino (1965)
- Romeo y Julieta (1971), de William Shakespeare, en versió de Pablo Neruda.[5]
- Chao (1972) de Marc Gilbert Sauvajon.
- Usted también podrá disfrutar de ella (1973). d'Ana Diosdado
- Equus (1975).
- La casa de Bernarda Alba (1976). de Federico Garcia Lorca
- Lección de anatomía (1977).
- Las galas del difunto i La hija del Capitán (1978), de Valle-Inclán.
- La gata sobre el tejado de zinc (1979), de Tennessee Williams.
- La lozana andaluza (1980), de Francisco Delicado, adaptada per Rafael Alberti.
- El galán fantasma (1981), de Pedro Calderón de la Barca.[6]
- La gaviota (1981), d'Anton Txèkhov.[7]
- Educando a Rita (1982).
- Casandra (1983), de Benito Pérez Galdós.
- La herida del tiempo (1984), de J. B. Priestley.
- Don Juan Tenorio (1984), de José Zorrilla.
- La dama duende (1990).
- Judit y el tirano (1992).
- La muerte y la doncella (1993).
- Las Troyanas (1994).
- Locas de amar (1996).
- Un marido ideal (1996), de Oscar Wilde
- Te vas me dejas y me abandonas (1998) de Julio Escalada.
- Don Juan (2001).
- Casa con dos puertas, mala es de guardar (2002), de Pedro Calderón de la Barca.
- Don Quijote. Versión de cámara para cinco voces (2004).
- La comedia del bebé (2006), d'Edward Albee.
- Dile a mi hija que me fui de viaje (2007).
- Madre Paz (2010).
- De amor y lujuria (2012).
- El cielo que me tienes prometido (2016), d'Ana Diosdado.

## Trajectòria en televisió
- Amar es para siempre (2016-2017, col·laboració especial principal 5a temporada i col·laboració especial recurrent 6a temporada)
- Yo soy Bea (2008-2009)
- La familia Mata
  - 26 de maig de 2008
- El Comisario
  - 13 puñaladas (13 de gener de 2006)
  - Eva del principio al fin (17 de gener de 2006)
- Hospital Central
  - Baño de sales (31 de maig de 2005)
- Policías, en el corazón de la calle
  - Mi voluntad puede matarme (1 de gener de 2002)
  - De un corazón llegué a un abismo (2 de gener de 2003) Journalist
- Raquel busca su sitio (2000)
  - No es fácil ser Raquel
- Yo, una mujer (1996)
- Primera función
  - El landó de seis caballos (16 de març de 1989)
- Brigada Central (1989)
  - Asuntos de Rutina (Cap.6)
- El olivar de Atocha (1989)
- La tarde
  - 7 de setembre de 1987
- Tarde de teatro 
  - Un paraguas bajo la lluvia (28 de desembre de 1986)
- Boa Tarde (TVG, 1985) Presentadora
- El jardín de Venus
  - Imprudencia (22 de novembre de 1983)
- Un encargo original 
  - La maraña (20 d'agost de 1983)
- Que usted lo mate bien
  - El túnel (13 de febrer de 1979)
- Hora once
  - De la misma sangre (20 de maig de 1972)
- Al filo de lo imposible
  - El cielo abierto (20 de juny de 1970)
- Pequeño estudio
  - Noche cerrada (8 de novembre de 1968)
- La pequeña comedia 
  - El ensayo (14 de febrer de 1968)
  - Petición de mano (31 de mayo de 1968)
- Teatro de siempre
  - La verdad sospechosa (6 d'abril de 1967)
  - La salvaje (5 de gener de 1970)
- Los Encuentros 
  - Primavera en el parque (6 d'agost de 1966)
- Tengo un libro en las manos
  - El acueducto (4 d'agost de 1966)
- Tiempo y hora
  - Como en un desierto (6 de febrer de 1966)
- Diego Acevedo
  - La camarilla (1 de gener de 1966)
- Novela
  - El pobrecillo embustero (6 de desembre de 1965)
  - El regreso (21 de desembre de 1965)
  - La tragedia vive al lado (11 de gener de 1966)
  - El último pobre (18 d'abril de 1966)
  - El viejo de Coupravay (27 de juny de 1966)
  - Tom Sawyer, detective (11 de juliol de 1966)
  - La Marquesa (29 d'agost de 1966)
  - La herencia (21 d'agost de 1967)
  - El pobrecito embustero (28 d'agost de 1967)
  - La balada del rey Gaspar (1 de gener de 1968)
  - El silbo de la lechuza (5 de febrer de 1968)
  - Nosotros, los Rivero (2 de juny de 1969)
  - Sinfonía pastoral (1 de juny de 1970)
- Estudio 1
  - El jardín de las horas (3 de novembre de 1965)
  - Arsénico para dos (10 de novembre de 1965)
  - La dama del alba (1 de desembre de 1965)
  - Semana de Pasión (30 de març de 1966)
  - La gaviota (28 de juny de 1967) Nina
  - El niño de los Parker (20 de febrer de 1968)
  - La pareja (11 de juny de 1968)
  - Don Juan Tenorio (5 de novembre de 1968)
  - El árbol de los Linden (9 de juliol de 1970)
  - Felicidad conyugal (5 de mayo de 1972)
  - Don Juan Tenorio (2 de novembre de 1973)
  - Mario (25 de gener de 1974)
  - Tres sombreros de copa (20 d'abril de 1978)
- Primera fila
  - Suspenso en amor (27 de gener de 1965)
- Sábado 64 
  - La Piconera (16 de gener de 1965)
- Confidencias
  - Juan, el Toro (24 d'octubre de 1964)